# Hofmeisteriinae
 Hofmeisteriinae   R.M. King & H. Rob., 1980 è una sottotribù di piante spermatofite dicotiledoni appartenenti alla famiglia delle Asteraceae (sottofamiglia Asteroideae, tribù Eupatorieae).

## Etimologia
Il nome della sottotribù deriva dal suo genere più importante (Hofmeisteria) il cui nome è stato dato in ricordo del professore germanico William Friedrich Benedict Hofmeister (1824–77), botanico e citologo a Heidelberg. Il nome scientifico della sottotribù è stato definito per la prima volta dai botanici Robert Merrill King (1930-2007) e Harold Ernest Robinson  (1932-) nella pubblicazione  “Phytologia; Designed to Expedite Botanical. 46(7): 449 (1980)”  pubblicata a New York nel 1980.

## Descrizione
Le specie di questa sottotribù sono erbe o sub-arbusti legnosi e perenni.
Le foglie possono avere delle lamine ampiamente ovate, orbicolari, reniformi o filiformi a contorno intero, o lobato (anche con segmenti profondi). La consistenza della lamina è erbacea.
Le infiorescenze sono composte da capolini solitari o raggruppati in sciolte cime. I capolini sono sorretti da lunghi peduncoli bratteati. La forma dei capolini è ampiamente campanulata e sono formati da un involucro composto da diverse squame disposte in modo embricato al cui interno un ricettacolo fa da base ai fiori tutti tubulosi. Le squame sono da 30 a 100, acute e pungenti o semplicemente ottuse con apice densamente frangiato. Il ricettacolo è glabro, areolato e provvisto di pagliette a protezione della base dei fiori. In alcuni casi la paglietta racchiude parzialmente la base del fiore (Oaxacania). In altri casi il ricettacolo è privo di pagliette (Hofmeisteria).
I fiori sono tetra-ciclici (con quattro verticilli: calice – corolla – androceo – gineceo) e pentameri (ogni verticillo è composto da cinque elementi). I fiori per capolino variano da 50 fino a 250. Sono profumati.
Formula fiorale: per queste piante viene indicata la seguente formula fiorale:
* K 0/5, C (5), A (5), G (2), infero, achenio
I sepali del calice sono ridotti ad una coroncina di squame.
Il colore della corolle è bianco, rosa o colore lavanda; la forma è tubulare; normalmente le due facce della corolla sono glabre (raramente la parte esterna è cosparsa da piccole ghiandole stipitate). I lobi hanno delle papille puntate (a volte sono papillosi solamente nella parte interna).
L'androceo è formato da 5 stami con filamenti liberi e antere saldate in un manicotto circondante lo stilo.
Il gineceo ha un ovario uniloculare infero formato da due carpelli.. La base dello stilo è conica. I due bracci dello stilo (gli stigmi) sono leggermente allargati e piatti nella parte distale oppure strettamente filiformi. La superficie degli stigmi è densamente percorsa da lunghe papille, oppure è scarsamente mammellosa. Le linee stigmatiche sono marginali.
I frutti sono degli acheni con pappo. Il pappo è formato da 3 – 15 setole barbate frammiste con 6 – 10 squamette lanceolate (genere Hofmeisteria)  oppure è assente (in alcune specie del genere Oaxacania).

### Struttura dei fiori
Nel genere Hofmeisteria l'involucro è formato da 50 - 100 brattee con da 100 a 250 fiori; nel genere Oaxacania le brattee sono 30 - 40 con 50 - 100 fiori.

## Tassonomia
La famiglia di appartenenza di questo gruppo (Asteraceae o Compositae, nomen conservandum) è la più numerosa del mondo vegetale, comprende oltre 23000 specie distribuite su 1535 generi (22750 specie e 1530 generi secondo altre fonti). La sottofamiglia Asteroideae è una delle 12 sottofamiglie nella quale è stata suddivisa la famiglia Asteraceae, mentre Eupatorieae è una delle 21 tribù della sottofamiglia. La tribù Eupatorieae a sua volta è suddivisa in 17 sottotribù (Hofmeisteriinae è una di queste)

### Filogenesi
In base alle ricerche sul DNA di tipo filogenetico questo gruppo è ”basale” (o più primitivo) per la tribù delle Eupatorieae. I caratteri distintivi per questa sottotribù sono:
- il ricettacolo è per lo più privo di pagliette;
- le foglie sono pseudo-spiralate alla base del peduncolo dei capolini;
- le antere hanno le appendici apicali abbreviate;
- il polline è a superficie liscia.

Per alcuni Autori il genere Oaxacania dovrebbe essere incorporato in un concetto più ampio di Hofmeisteria.
Il numero cromosomico della sottotribù è: 2n =  36 (38).

### Composizione della sottotribù
La sottotribù Hebecliniinae comprende 2 generi e 12 specie:
| Genere                              | N. specie | Distribuzione        |
| ----------------------------------- | --------- | -------------------- |
| Hofmeisteria Walp., 1846            | 10 spp.   | Messico              |
| Oaxacania B.L. Rob. & Greenm., 1895 | 2 spp.    | California e Messico |

I due generi della sottotribù possono essere distinti in base ai seguenti caratteri:
- Hofmeisteria: il ricettacolo è privo di pagliette; le setole del pappo sono barbate e affusolate; le foglie sotto il peduncolo sono pseudo-spiralate.
- Oaxacania: il ricettacolo è provvisto di pagliette; il pappo è assente o con una piccola coroncina di setole laciniate (talvolta è presente una setola lunga); le foglie lungo il caule hanno una disposizione alterna.

## Sinonimi
Per questa sottotribù un possibile sinonimo è: Oaxacaniinae R.M.King & H.Rob.